# Alcides Flores Soares Júnior
Alcides Flores Soares Júnior (Porto Alegre, 13 de janeiro de 1909 — Porto Alegre, 28 de janeiro de 1999) foi um político brasileiro.
Foi eleito deputado estadual pela UDN, para a 38ª e 39ª Legislaturas da Assembleia Legislativa do Rio Grande do Sul, de 1951 a 1959.